# Список дипломатических миссий Науру
Дипломатические представительства и консульские учреждения Науру — список дипломатических учреждений Республики Науру. Данный список не включает почётные консульства в Аганья, Окленде, Лондоне, Гонолулу, Паго-Паго и Дели.
Науру — одна из самых маленьких республик в мире. Ранее Республика Науру была довольно богатой страной, благодаря роялти, собранных при добыче горнодобывающей промышленностью фосфатов.

## Азия
- Китайская Республика
  - Тайбэй (Посольство)
- Таиланд
  - Бангкок (Генеральное консульство)

## Океания
- Австралия
  - Брисбен (Генеральное консульство)
- Фиджи
  - Сува (Высокая комиссия)

## Представительства при международных организациях
- Нью-Йорк (Постоянное представительство при ООН)